# Aarne Valkama
Aarne Valkama (ur. 26 marca 1909 w Vaasa, zm. 12 listopada 1969) – fiński dwuboista klasyczny, biegacz narciarski i narciarz alpejski, brązowy medalista mistrzostw świata w kombinacji.

## Kariera
Valkama uczestniczył w zawodach w latach 20. i 30. XX wieku. W 1928 i 1929 roku zdobywał brązowy medal mistrzostw Finlandii w sztafecie biegowej. W 1935 roku wyjechał na mistrzostwa świata w Wysokich Tatrach, jednak ostatecznie nie wystąpił w zawodach. Dwa lata później, podczas mistrzostw świata w Chamonix wywalczył brązowy medal w kombinacji, ustępując tylko dwóm Norwegom: zwycięzcy Sigurdowi Røenowi oraz srebrnemu medaliście Rolfowi Kaarby'emu.
Ponadto czterokrotnie zdobywał srebrny medal mistrzostw kraju w kombinacji w latach: 1931, 1933, 1934 i 1936. W 1938 roku osiągnął największy swój sukces w narciarstwie alpejskim, sięgając po tytuł mistrza Finlandii w zjeździe.

## Osiągnięcia

### Mistrzostwa świata
| Miejsce | Dzień     | Rok  | Miejscowość | Konkurencja   | Wynik zwycięzcy | Strata    | Zwycięzca      |
| ------- | --------- | ---- | ----------- | ------------- | --------------- | --------- | -------------- |
| 3.      | 12 lutego | 1937 | Chamonix    | Indywidualnie | 441,10 pkt      | 29,00 pkt | Oddbjørn Hagen |